# Élection partielle canadienne du 3 décembre 2018
L'élection partielle canadienne du 3 décembre 2018 a lieu dans la circonscription de Leeds—Grenville—Thousand Islands et Rideau Lakes (Ontario). Elle est déclenchée à la suite de la mort soudaine du député Gord Brown, membre du Parti conservateur du Canada, survenue le 2 mai 2018.
Les conservateurs parviennent à conserver ce siège par l'élection de Michael Barrett, président de l'association de circonscription du Parti conservateur, . 

## Contexte

### Circonscription
Leeds—Grenville—Thousand Islands et Rideau Lakes est une circonscription rurale de l'est de l'Ontario. Il se compose de la totalité des comtés unis de Leeds et Grenville.

### Historique
La circonscription est créée en 1976. Gord Brown en était le député depuis l'élection fédérale de 2004, lorsqu'il l'avait emporté face au sortant libéral Joe Jordan. Brown est ensuite réélu par quatre fois, en 2006, 2008, 2011 et 2015. Le siège devient vacant lorsque survient le décès de Gord Brown, victime d'une crise cardiaque à son bureau de la colline du Parlement à Ottawa.

## Campagne
Colin Brown, neveu de Gord Brown, annonce sa candidature pour la nomination du Parti conservateur pour l'élection partielle. Il est rapidement soutenu par Doug Ford, alors récemment élu premier ministre de l'Ontario. À cette candidature, s'ajoutent celles de Michael Barrett, conseiller municipal d'Edwardsburgh/Cardinal (en) et président de l'association de circonscription, Stephanie Mitton, spécialiste des relations gouvernementales, Anne Johnston, une ancienne assistante du député de la circonscription provinciale, Steve Clark et Henry Oosterhof, producteur laitier local. Il était dit que l'ancien sénateur et chef de l'opposition officielle par intérim de la législature d'Ontario, Bob Runciman, était intéressé par la nomination conservatrice mais a finalement renoncé face aux nombreux soutiens reçus par Colin Brown. Barrett remporte la nomination au cours d'une convention locale du parti tenue le 11 août, au centre commémoratif de Brockville. Quatre tours de scrutin ont été nécessaires pour déterminer le vainqueur.
La candidate libérale à l'élection de 2015, Mary Jean McFall, avocate, ancienne conseillère municipale de Brockville et ancienne cheffe de cabinet du ministre de l'Agriculture Lawrence MacAulay, remporte à nouveau la nomination de son parti pour cette élection partielle, sans concurrent,.
Michelle Taylor est la candidate du NPD, s'étant précédemment présentée au cours de l'élection provinciale de 2018 dans la circonscription pour le NPDO.
Lorraine Rekmans, candidate des Verts pour la circonscription en 2015, représente à nouveau son parti.
L'ordre officiel du président de la Chambre concernant la vacance est reçu le 3 mai 2018. D'après la Loi sur le Parlement du Canada, le bref d'élection devait être émis avant le 30 octobre 2018, 180 jours après que le Directeur général des élections ait été notifié officiellement de la vacance par le biais de l'ordre officiel établi par le président de la Chambre des communes. Le 28 octobre 2018, le bref est émis et l'élection partielle est annoncée pour le 3 décembre 2018.

## Résultats
|                          | Nom                      | Parti politique          | Voix   | %       | Majorité |
| ------------------------ | ------------------------ | ------------------------ | ------ | ------- | -------- |
|                          | Michael Barrett          | Conservateur             | 16 852 | 57,81 % | 6 405    |
|                          | Mary Jean McFall         | Libéral                  | 10 447 | 35,84 % |          |
|                          | Michelle Taylor          | NPD                      | 883    | 3,03 %  |          |
|                          | Lorraine Rekmans         | Vert                     | 859    | 2,95 %  |          |
|                          | John Turmel              | Indépendant              | 111    | 0,38 %  |          |
| Total des votes valides  | Total des votes valides  | Total des votes valides  | 29 152 | 99,4 %  |          |
| Total des votes rejetés  | Total des votes rejetés  | Total des votes rejetés  | 175    | 0,6 %   |          |
| Total des votes exprimés | Total des votes exprimés | Total des votes exprimés | 29 327 | 35,99 % |          |
| Électeurs inscrits       | Électeurs inscrits       | Électeurs inscrits       | 81 481 |         |          |

Source : Élections Canada,

## Rappel des résultats de 2015
|       | Candidat            | Parti        | # de voix | % des voix |
|       | (X) Gord Brown      | Conservateur | +26 738,  | 47,38 %    |
|       | Mary Jean McFall    | Libéral      | +22 888,  | 40,56 %    |
|       | Margaret Andrade    | NPD          | +04 722,  | 8,37 %     |
|       | Lorraine A. Rekmans | Vert         | +02 088,  | 3,7 %      |
| Total | Total               | Total        | 56 436    | 100 %      |

## Source
- (en) Cet article est partiellement ou en totalité issu de l’article de Wikipédia en anglais intitulé « 2018 Leeds—Grenville—Thousand Islands and Rideau Lakes federal by-election » (voir la liste des auteurs).